# Mwamapalala
Mwamapalala è una circoscrizione mista (mixed ward) della Tanzania situata nel distretto di Itilima, Regione del Simiyu. Conta una popolazione di 16 091 abitanti (censimento 2012).